# Faro Península Alacrán
El Faro Península Alacrán es un faro perteneciente a la red de faros de Chile. Se ubica en la Península del Alacrán en la ciudad de Arica. Faro no habitado.